# La Fontenelle (Ille y Vilaine)
La Fontenelle era una comuna francesa situada en el departamento de Ille y Vilaine, de la región de Bretaña. Desde el 1 de enero de 2019 pasó a ser una comuna delegada de la comuna nueva de Val-Couesnon.

## Demografía
| 711 | 699 | 632 | 545 | 528 | 514 | 541 | 542 |
| Para los censos de 1962 a 1999 la población legal corresponde a la población sin duplicidades (Fuente: INSEE [Consultar]) |     |     |     |     |     |     |     |